# Wilhelm Schulz (Politiker, 1887)
Wilhelm („Willi“) Schulz (* 17. März 1887 in Bergen an der Dumme; † 7. Januar 1947 in Nienbergen) war ein deutscher Volksschullehrer und Hamburger Landesschulrat in der Zeit des Nationalsozialismus.
Wilhelm Schulz war seit 1908 Volksschullehrer im damals zu Hamburg gehörenden Geesthacht und Mitglied der Gesellschaft der Freunde des vaterländischen Schul- und Erziehungswesens. Ab 1925 besuchte er zunächst einen Lehrgang für Pädagogische Psychologie an der Universität Hamburg, arbeitete fortan als freier Mitarbeiter im reformpädagogisch orientierten Seminar für Erziehungswissenschaft und absolvierte von 1929 bis 1932 ein Promotionsstudium bei dem Pädagogen Gustaf Deuchler.
Am 1. August 1932 trat Schulz in die NSDAP und in den Nationalsozialistischen Lehrerbund (NSLB) ein, nachdem er den Hamburger Gauleiter Karl Kaufmann kennengelernt hatte. 1933 wurde er als Hamburger Führer des NSLB eingesetzt und stand in engem Kontakt mit dem Reichsführer Hans Schemm. Am 20. März 1933 wurde Schulz unter Schulsenator Karl Julius Witt zum Hamburger Oberschulrat und im November 1933 zum Landesschulrat ernannt. Schulz sorgte für die Gleichschaltung aller Hamburger Lehrerverbände und die Übernahme der nationalsozialistischen Erziehung in das Hamburger Schulsystem. 1938 wurde er zum Leiter des staatlichen Schul- und Hochschulamtes ernannt und damit faktisch Witts Vorgesetzter. 1942 schied er wegen einer nicht ausgeheilten Lungenkrankheit aus dem aktiven Dienst aus.

## Schriften
- (Hrsg.): Hamburg im Dritten Reich, Heft 1: Die Neugestaltung der Schule, Hamburg 1935